# Таргет-костинг
Таргет-костинг (целевая калькуляция затрат, англ. target costing) — метод определения целевой себестоимости, формирование себестоимости новой для предприятия продукции, исходя из планируемой цены и ожидаемой прибыльности продаж.

## Определение
Английский профессор Колин Друри определяет метод целевой калькуляции затрат как метод, обратный ценообразованию по методу «себестоимость плюс», при котором из целевой цены реализации товара (услуги) вычитается целевая маржа прибыли и определяются целевые издержки. Целевые издержки — расчетные долгосрочные издержки по производству продукта (услуги), позволяющие достичь целевой прибыли. Прогнозируемые фактические затраты сравниваются с целевыми, и если прогнозируемые фактические затраты превышают целевые, то на основе методов инжиниринга стоимости предпринимаются мероприятия по снижению себестоимости, чтобы выйти на уровень целевых затрат или отказаться от производства данного продукта (услуги).
Согласно определению профессора Энтони Аткинсона целевое калькулирование — это метод планирования прибыли и управления затратами, которые фокусируются на продуктах (услугах) с дискретными производственными процессами.
Цель метода — снизить фактические затраты до уровня целевых величин. Если при помощи подобных приёмов сделать этого не возможно, то продукт на рынок запущен не будет. Однако, если менеджеры уверены, что благодаря процессу постоянных улучшений и более полным знаний возможно после выхода с продукта на рынок, выйти на уровень целевых затрат, то в этом случае может быть принято решение выпустить новый продукт на рынок. Если же такое развитие событий не ожидается, то продукт на рынок запущен не будет. 
Однако Э. Аткинсон считает, что метод не имеет цель сократить затраты на стадии производства уже произведенного продукта, а в том, чтобы спроектировать затраты продукта без продукта, на стадии исследования, разработки и проектирования.

## Этапы калькулирования
Этапы при целевой калькуляции:
1. определение плановой цены, по которой потребители готовы покупать;
2. определение целевых затрат (из плановой цены вычитается ожидаемая прибыль);
3. оценивание фактических затрат, необходимых для выпуска продукта;
4. если оценочные фактические затраты превышают целевые, провести анализ способов, при помощи которых можно снизить фактические затраты до уровня целевых.

Для достижения целевых затрат прибегают к разным приемам, в том числе к послойному анализу и инжинирингу стоимости:
- Послойный анализ (обратный инжиниринг) —  метод изучения продукта конкурента с целью выявления возможностей его улучшения и/или снижения его себестоимости. Продукт конкурента разбирается на отдельные элементы конструкции для выявления их функционального предназначения и для понимания использованных производственных процессов при его создания. Проводится оценка расходов на выпуск этого продукта. Цель этого процесса — получить отсчетную мерку по конструкции продукта и сравнить относительные преимущества подхода конкурента к разработке продукта с собственным вариантом.
- Инжиниринг стоимости (анализ стоимости) — системный комплексный анализ факторов, влияющих на затраты продукта (услуги), с целью разработки последовательности выпуска продукта (услуги) при заданном уровне качества и целевых затрат. Цель анализа — обеспечить целевые затраты за счет: сокращения затрат без ухудшения функционального предназначения продукции; устранения из конструкции ненужных функций, делающих её более дорогой, но за которые потребители не хотят платить.

## Плюсы и недостатки метода
Метод целевой калькуляции затрат используется для установления цен на обычные товары, на товары с большим объемом реализации и на продукты, которые еще не выпущены.
Кайзен-костинг vs таргет-костинг
Таргет-костинг используется в основном на стадии проектирования продукции, особое внимание уделяется продукту, снижение себестоимости продукта происходит за счёт изменений конструкции продукта.
А кайзен-костинг используется в основном на стадии производства, особое внимание уделяется производственному процессу, а снижение себестоимости продукта происходит через повышение эффективности этих производственных процессов. На практике это процессы с постоянными расходами.